# Valle San Nicolao
Valle San Nicolao là một đô thị ở tỉnh Biella vùng Piedmont của nước Ý, có vị trí cách khoảng 70 km về phía đông bắc của of Torino và khoảng 6 km về phía đông bắc của of Biella. Tại thời điểm ngày 31 tháng 12 năm 2004, đô thị này có dân số 1.136 người và diện tích là 14,9 km².
Valle San Nicolao giáp các đô thị: Bioglio, Camandona, Cossato, Pettinengo, Piatto, Piedicavallo, Quaregna, Scopello, Strona, Trivero, Vallanzengo, Valle Mosso.